# Isabel Serra
Isabel Serra Sánchez (Madrid, 15 de agosto de 1989) é uma ativista e política espanhola. É membro do grupo parlamentar Podemos, na Assembléia de Madrid.

## Biografia
Nasceu em 15 de agosto de 1989 em Madrid. Filha de Fernando Serra, autor de Libertad Digital, ela também é a irmã mais nova de Clara Serra, escritora e filósofa feminista. 
Se formou em Filosofia e, mais tarde, se especializou em Economia. Participou do movimento estudantil contra o Processo de Bolonha enquanto estava na universidade e foi fundadora do coletivo Juventud Sin Futuro; também participou do Movimento 15-M. 
Fez parte do Podemos desde o início do partido em 2014, no Teatro del Barrio, Serra ficou na 16ª posição da lista do partido para as eleições regionais madrilenhas. Se tornando integrante da lista das eleições do partido. Sua irmã Clara foi eleita na mesma eleição, também pelo Podemos. Representante da minoria anticapitalista madrilenha pelo Podemos, ela concorreu, em dezembro de 2017, para a liderança do partido em Madrid, onde foi derrotada pelo principal concorrente, Julio Rodríguez.
Serra foi acusada, em 2018, por uma suposta contravenção de desordem pública por participar de um protesto contra desocupação em 2014. Optou por retirar sua imunidade parlamentar em fevereiro de 2018 para enfrentar o processo judicial. No entanto, como as atitudes foram feitas antes do juramento ao cargo, a imunidade não teria tido efeito.
Em 27 de abril de 2018, Serra anunciou sua saída do Anticapitalistas alegando “diferenças com algumas decisões políticas e estratégicas”.